# Be the One (chanson de The Ting Tings)
Pour les articles homonymes, voir Be the One.
Singles de
Shut Up and Let Me Go
(2008)
Be the One (sorti en 2008) est le quatrième single du groupe anglais d'indie pop The Ting Tings pour leur premier album studio We Started Nothing.

## Pistes
- Be The One (Single Mix) - 2:52
- Be The One (Bimbo Jones Club Mix) - 7:32
- Be The One (The Japanese Popstars Remix) - 5:53